# Juan Díaz de Solís
Juan Díaz de Solís (* um 1471 in Lebrija, Provinz Sevilla, Spanien; † 2. Februar 1516 am Río de la Plata) war ein spanischer Seefahrer und Entdecker.

## Leben
Bis 1505 arbeitete er im Dienste des portugiesischen Königs Manuel I. als Kartograf in der Casa da Índia. Nach seinen Entdeckungsreisen in Mittelamerika im Jahre 1506 und in Brasilien 1508 wurde er nach dem Tod von Amerigo Vespucci 1512 zum „piloto mayor“ (Oberster Steuermann der königlichen Handelsorganisation für Amerika) der Casa de Contratación ernannt. Juan de Solís sollte ab 1512  südlich von Tierra Firme, dem heutigen Venezuela, einen Seeweg nach Westen erkunden; denn die Casa de Contratación war noch lange nach Christoph Kolumbus vom Archipelcharakter der entdeckten Länder  überzeugt.
König Ferdinand gab Solís folgende Weisung: „Verfolgt Eure Fahrt, bis Ihr einen Kanal oder ein offenes Meer findet. Das ist nach meinem Willen Eure wichtigste Aufgabe...“ Der König hatte die ehrgeizige Absicht, diese Ost-West-Passage vor den Portugiesen zu entdecken und zu kontrollieren. Die königliche Urkunde über die Expeditionsrechte und -pflichten trägt das Datum 24. November 1514.
Zwei Jahre nach seiner Ernennung in dieses Amt bereitete Solís eine Expedition vor, um den südlichen Teil des Kontinents zu erforschen und die Westpassage nach Indien zu finden. Die Expedition galt als privates Vorhaben. In Wirklichkeit stand Ferdinands Auftrag dahinter; der sparsame König Ferdinand übernahm auch einen Teil der Kosten. Mit drei Karavellen stach Solís am 8. Oktober 1515 von der spanischen Stadt Sanlúcar de Barrameda aus in See. Der Chronist Herrera berichtet über die Fahrt nach einem sonst verlorengegangen Logbuch, Tag für Tag und Punkt für Punkt. Es ist die erste Schilderung einer Reise zum Rio de la Plata. Er segelte die Ostküste Südamerikas bis zum Río de la Plata entlang und danach diesen Fluss hinauf, den er Mar Dulce (Süßes Meer) nannte, um diesen Landstrich im Namen der Krone in Besitz zu nehmen. Die Flottille ankerte vor der Insel San Gabriel. Von da aus fuhr der Kommandant mit einer (flachen) lateinischen Karavelle die Nordküste der Flussmündung aufwärts, um die Einfahrt zu erkunden und erreichte eine mittelgroße Insel, die nach dem dort verstorbenen Verpflegungsoffizier Martin Garcia benannt wurde. Er landete danach am östlichen Ufer des Río de la Plata in der Nähe des Zusammenflusses von Río Uruguay und Río Paraná mit zwei Offizieren, dem Faktor Marquina und dem Zahlmeister Alarcon und 47 Matrosen. Dieses Gebiet wurde unter anderem von den Indigenen der Charrúa bewohnt. Diese überfielen die an Land Gegangenen in einem Hinterhalt. Solís und die meisten seiner Männer kamen dabei ums Leben.
Als die übrigen Spanier verstanden, dass ihr Kommandant mit fünfzig ihrer besten Leute ermordet wurde, wagten sie angesichts der großen Übermacht der Indigenen nicht länger zu bleiben und fuhren nach Brasilien, beluden ihre Schiffe mit Farbholz und kehrten unter dem Kommando des Schwagers von Juan Diaz de Solis, Francisco de Torres, nach Spanien zurück. Im August 1516 trafen die beiden Schiffe in Spanien ein. Ihr Auftrag, einen direkten Seeweg nach den Molukken zu entdecken, blieb unerfüllt. Der bekannte Chronist, Oviedo meinte dazu: „Ein guter Seemann war Juan Diaz de Solis. Verständig am Steuer, in der Beherrschung der Segel, in der Kenntnis der Seewege. Aber vom Krieg verstand er nichts, weder vom Kampf zu Fuss noch zu Pferd....“
Der einzige Überlebende des Landganges von Juan Díaz de Solís war der 14-jährige Schiffsjunge Francisco del Puerto, der über 10 Jahre als Gefangener unter den Indios lebte, bis Sebastian Caboto und seine Expeditionsteilnehmer ihn fanden. Der argentinische Schriftsteller Juan José Saer hat diese Geschichte in seinem 1983 erschienenen historischen Roman El entenado (deutsche Übersetzung 1993 bei Piper erschienen: „Der Vorfahre“; wörtlich heißt entenado ‚Stiefsohn‘) aufgenommen. Sein Ausgangspunkt waren die wenigen Zeilen, die der argentinische Historiker José Luis Busaniche (1892–1959) in seiner unvollendeten Historia argentina über den Fall schrieb.

## Sonstiges
Fünf Jahre später, am 27. April 1521, starb Ferdinand Magellan am Strand der Philippinen-Insel Mactan, wo er mit 49 spanischen Marinesoldaten 1500 bewaffnete Krieger angriff.
Damals kannte jedermann in der spanischen Marine das Schicksal von Juan Díaz de Solís. Reimer Eilers schrieb dazu: Innerhalb weniger Jahre hatte sich Portugal die Seeherrschaft im Indischen Ozean erkämpft und kontrollierte zahlreiche Städte und Häfen an Indiens Küsten. Vielleicht war es diese Erfahrung, die sich mit dem Dünkel der portugiesischen und spanischen Aristokratie zu einem Gefühl der Auserwähltheit und Unverwundbarkeit paarte, zu Hochmut und völliger Verblendung.